# Graptostylus
Graptostylus is een vliegengeslacht uit de familie van de roofvliegen (Asilidae).

## Soorten
- G. dolosus Hull, 1962